# Josh Fadem

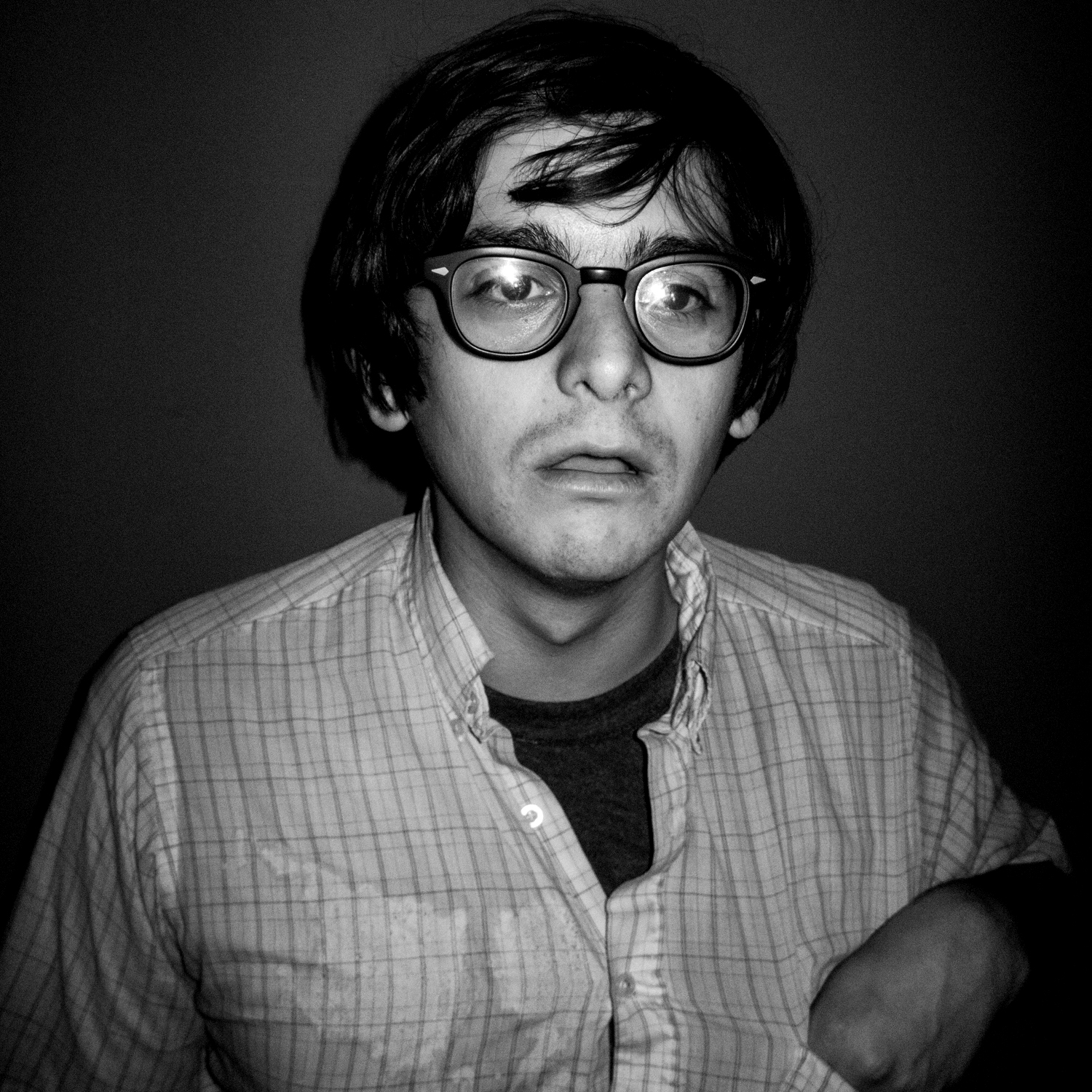
L'attore Josh Fadem fotografato da Kyle Mizono

Josh Fadem (Tulsa, 19 luglio 1980) è un attore e comico statunitense.

## Carriera
Fadem è nato e cresciuto a Tulsa, in Oklahoma, dove ha frequentato la Booker T. Washington High School. Negli anni scolastici ha sofferto di disturbo dell'attenzione, motivo per cui dichiara di non essere mai stato un buono studente.
Dal 2000 Fadem vive e lavora a Los Angeles, dove collabora frequentemente con Johnny Pemberton. Ha cominciato a esibirsi fin da subito, fino a partecipare ad uno spettacolo settimanale a 23 anni, dove crea il proprio personaggio comico di ragazzo sempliciotto e ingenuo.
È appassionato di videoarte e cita fra le sue influenze Paul McCarthy e William Wegman.
Fadem è noto per aver interpretato lo studente di cinema Joey Dixon nella serie televisiva Better Call Saul della AMC e l'agente Simon Barrons nella serie 30 Rock della NBC. È apparso anche nella terza stagione di Twin Peaks, nei panni di Phil Bisby, in Key & Peele, C'è sempre il sole a Philadelphia, The Whitest Kids U'Know e Comedy Bang! Bang!.
Nel 2015 ha interpretato il ruolo del co-protagonista Ned in Scherzi della natura, al fianco di Nicholas Braun, Mackenzie Davis, Vanessa Hudgens e Joan Cusack.
Nel 2018 ha recitato nel ruolo di Herbert Smalls nell'episodio "Patsy" dell'antologia horror-comedy Bobcat Goldthwait's Misfits & Monsters, per la regia di Bobcat Goldthwait.
Fadem è stato anche un frequente collaboratore del sito web Funny or Die, ha scritto per The Eric Andre Show su Adult Swim e ha recitato in diversi ruoli come doppiatore per cartoni animati quali Adventure Time e American Dad!.

## Filmografia

### Film
| Anno | Titolo                        | Ruolo           | Note            |
| ---- | ----------------------------- | --------------- | --------------- |
| 2006 | Big Bad Wolf                  | Suneel          |                 |
| 2009 | Miss Marzo                    | Flava Flav      |                 |
| 2009 | The Scenesters                | Mumblecore Josh | non accreditato |
| 2009 | Calvin Marshall               | Simone          |                 |
| 2010 | Made in Romania               | Zach Dooley     |                 |
| 2011 | Small Pond                    | Mike            |                 |
| 2012 | The Master                    | Ragazzo         | non accreditato |
| 2013 | Awful Nice                    | Vice Bruce      |                 |
| 2013 | iSteve                        | Rod Holt        |                 |
| 2013 | Dear Sidewalk                 | Calvin Benson   |                 |
| 2013 | Mudjackin'                    | Ian             |                 |
| 2015 | The Dramatics: A Comedy       | Erich           |                 |
| 2015 | Amigo Undead                  | Ian             |                 |
| 2015 | Contracted: Phase II          | Mormone #1      |                 |
| 2015 | Scherzi della Natura          | Ned             |                 |
| 2017 | Take me                       | Cliente         |                 |
| 2017 | The Feels                     | Josh            |                 |
| 2018 | Unlovable                     | Logan           |                 |
| 2019 | L'arte della difesa personale | Omicida seriale |                 |
| 2020 | Valley Girl                   | Gary            |                 |
| 2020 | King Knight                   | Nettuno         |                 |

### Televisione
| Anno      | Titolo                                 | Ruolo                                  | Note                    |
| --------- | -------------------------------------- | -------------------------------------- | ----------------------- |
| 2006      | C'è sempre il sole a Philadelphia      | Wayne                                  | 1 episodio              |
| 2006      | Weeds                                  | Reporter                               | 1 episodio              |
| 2006      | The Mikes                              | Commesso                               | Film TV                 |
| 2008      | Frank TV                               | Scrittore di Lost                      | 1 episodio              |
| 2007–2009 | The Whitest Kids U' Know               | Vari                                   | 3 episodi               |
| 2009      | Dollhouse                              | Owen Johnson                           | 1 episodio              |
| 2009      | Reno 911!                              | Uomo ammanettato                       | 1 episodio              |
| 2009      | The Burr Effect                        | Artista del Sandwich                   | Film TV                 |
| 2008–2010 | UCB Comedy Originals                   | Vari                                   | 6 episodi               |
| 2011      | Eagleheart                             | Arnold                                 | 1 episodio              |
| 2011      | Empires                                | Sean Seranno                           | Film TV                 |
| 2011      | Conan                                  | Fan di Harry Potter                    | 1 episodio              |
| 2009–2012 | 30 Rock                                | Simon Barrons                          | 3 episodi               |
| 2012      | The Eric Andre Show                    | Savion Glover                          | 1 episodio              |
| 2008–2012 | The Midnight Show                      | Sean Penn                              | 12 episodi              |
| 2012–2013 | Key & Peele                            | Uomo al People Park Usciere del teatro | 2 episodi               |
| 2014      | Comedy Bang! Bang!                     | Marty Sheesh                           | 1 episodio              |
| 2015      | Another Period                         | Charlie                                | 2 episodi               |
| 2015      | Why? with Hannibal Buress              | Fan                                    | 1 episodio              |
| 2015      | Superstore                             | Fotografo                              | 2 episodi               |
| 2016      | The Crossroads of History              | Adolf Hitler                           | 1 episodio              |
| 2016      | The Night Shift                        | Dylan                                  | 1 episodio              |
| 2016      | Tween Fest                             | Brian                                  | 1 episodio              |
| 2015–2016 | TripTank                               | Vari                                   | 4 episodi               |
| 2017      | Adventure Time                         | Whipple                                | 1 episodio (doppiatore) |
| 2017      | Jeff & Some Aliens                     | Dave                                   | 8 episodi               |
| 2017      | Animals                                | Rappresentante FDB                     | 1 episodio              |
| 2017      | Twin Peaks                             | Phil Bisby                             | 4 episodi               |
| 2017      | Good Game                              | Panda                                  | 1 episodio              |
| 2018      | Cute Wars                              | Ospite                                 | 5 episodi               |
| 2018      | The Story of Our Times                 | Cameriere                              | Film TV                 |
| 2016–2018 | The Powerpuff Girls                    | Vari                                   | 5 episodi (doppiatore)  |
| 2018      | Bobcat Goldthwait's Misfits & Monsters | Herbert Smalls                         | 1 episodio              |
| 2018      | Heathers                               | Dathan                                 | 1 episodio              |
| 2015–2018 | Talking Tom and Friends                | Jeremy                                 | 3 episodi (doppiatore)  |
| 2019      | On Becoming a God                      | Pat Stanley                            | 5 episodi               |
| 2015–2022 | Better Call Saul                       | Joey Dixon                             | 15 episodi              |
| 2014–2020 | American Dad!                          | Vari                                   | 7 episodi (doppiatore   |
| 2021      | Loki                                   | Martin                                 | 1 episodio              |
| 2021–2022 | Reservation Dogs                       | Allen Williams, Victor                 | 2 episodi               |